# Копленд, Аарон
Ааро́н Ко́пленд (англ. Aaron Copland; 14 ноября 1900, Нью-Йорк — 2 декабря 1990, Норт-Тарритаун, Нью-Йорк) — американский композитор, пианист, дирижёр и педагог.

## Биография
Родился в еврейской семье эмигрантов из Литвы (фамилия отца была Каплан). В пятнадцать лет решил стать композитором. В 1921—1924 годах занимался в Американской консерватории Фонтенбло, где встретился с Надей Буланже, ставшей его наставницей. Основополагающее влияние на молодого композитора оказала музыка Игоря Стравинского, открывшаяся для него на французской премьере «Октета для духовых» в 1923 году.
По возвращении в США Копленд обнародовал свои первые сочинения. В 1927 его концерт для фортепиано с оркестром исполнили Сергей Кусевицкий и Бостонский симфонический оркестр. Концерт использовал элементы джаза, что вызвало публичный скандал.
В 1928—1931 годах композитор вёл так называемые Коплендовские концерты, на которых пропагандировал новейших американских композиторов, в 1932—1933 руководил Фестивалем современной музыки, на которых выступил как пианист, дирижёр и педагог. На президентских выборах 1936 года Копленд поддержал коммунистическую партию, не будучи коммунистом; его взяло на заметку ФБР.
Был членом музыкального комитета Национального совета американо-советской дружбы, учреждённого в годы Второй мировой войны. В 1946 году сенатор Маккарти допрашивал композитора связи с его деятельностью в совете.
В 1950-е он попал в «Чёрный список» Голливуда. В это же время Копленд открыл для себя Веберна и Булеза, заинтересовался серийной техникой, вместе с тем продолжал писать и в неоклассической манере.
В начале 1970-х композитор заболел болезнью Альцгеймера и прекратил сочинять; при этом в качестве дирижёра выступал до 1983 года.

## Творческая характеристика
Копленд, «старшина американских композиторов», соединял современную музыку с американскими темами и фольклорными традициями. Поиски американской самоидентификации отмечают в его балетах «Весна в Аппалачах» (1944), «Билли Кид» (Billy the Kid, 1938) и «Родео» (1942). Д. Мийо характеризовал творчество американского композитора:
Больше всего поражает у Копленда чувство земли, чувство страны. Его музыка рождает ощущение широких просторов, окрашенных в пастельные тона; на этом фоне звучит ностальгическая песнь ковбоя, и даже несмотря на упругий танцевальный ритм, сопровождаемая «отбивающими» такт аккордами скрипки, она (эта музыка) всё равно остается невероятно грустной, что не исключает в ней ни наличия силы, ни устремления к свету, к солнцу.
Копленд оказал воздействие на творчество Леонарда Бернстайна, который был одним из лучших интерпретаторов коплендовских произведений. 

## Педагогическая деятельность
Среди учеников Копленда — Пол Боулз, Альберто Хинастера, Леонардо Балада, Эйноюхани Раутаваара, Нед Рорем и другие.

## Признание
Член Национального института искусства и литературы (1942). Пулитцеровская премия (1945), премия Нью-Йоркской музыкальной критики (1945 и 1947), Национальная медаль США в области искусств (1986).

## Избранные сочинения

### Оперы
- The Second Hurricane (1936)
- The Tender Land (1952—1954)

### Балеты
- Grohg (1922—1925)
- Парень Билли, также Билли Кид (Billy the Kid; 1938)
- Родео (Rodeo; 1942); номер Hoe-Down -- мировой шлягер
- Весна в Аппалачах (Appalachian Spring; 1943—1944)
- Dance Panels (1959—1962)

### Симфонии
- Симфония для органа и оркестра (1924)
- Симфония № 1 (1926—1928)
- Танцевальная симфония (1930)
- Симфония № 2, «Короткая» (1932—1933)
- Симфония № 3 (1944—1946)

### Концерты
- Концерт для фортепиано и оркестра (1926)
- Концерт для кларнета, струнного оркестра, арфы и фортепиано (1947—1948)

### Различная симфоническая музыка
- Symphonic Ode для оркестра (1927—1929)
- Statements для оркестра (1932—1935)
- El Salon Mexico для оркестра (1936)
- Вариации для оркестра (1957)
- Three Latin-American Sketches для оркестра (1959—1971)
- Connotations для оркестра (1962)
- Inscape для оркестра (1967)

### Вокальные произведения
- 12 стихотворений Эмили Дикинсон (1950)
- Старые американские песни (1952)

### Музыка к фильмам
- О мышах и людях (1939, реж. Льюис Майлстоун по Дж. Стейнбеку)
- Наш городок (1940, реж. Сэм Вуд)
- Наследница (1948, реж. Уильям Уайлер)
- Рыжий пони (1949, реж. Л. Майлстоун, по Дж. Стейнбеку)
- Его Игра\He Got Game (1998, реж. Спайк Ли)

## Копленд о музыке
- What to Listen For in Music. New York: Signet Classics, 2002
- Music and Imagination. Cambridge: Harvard UP, 2006.